# Limes Alutanus

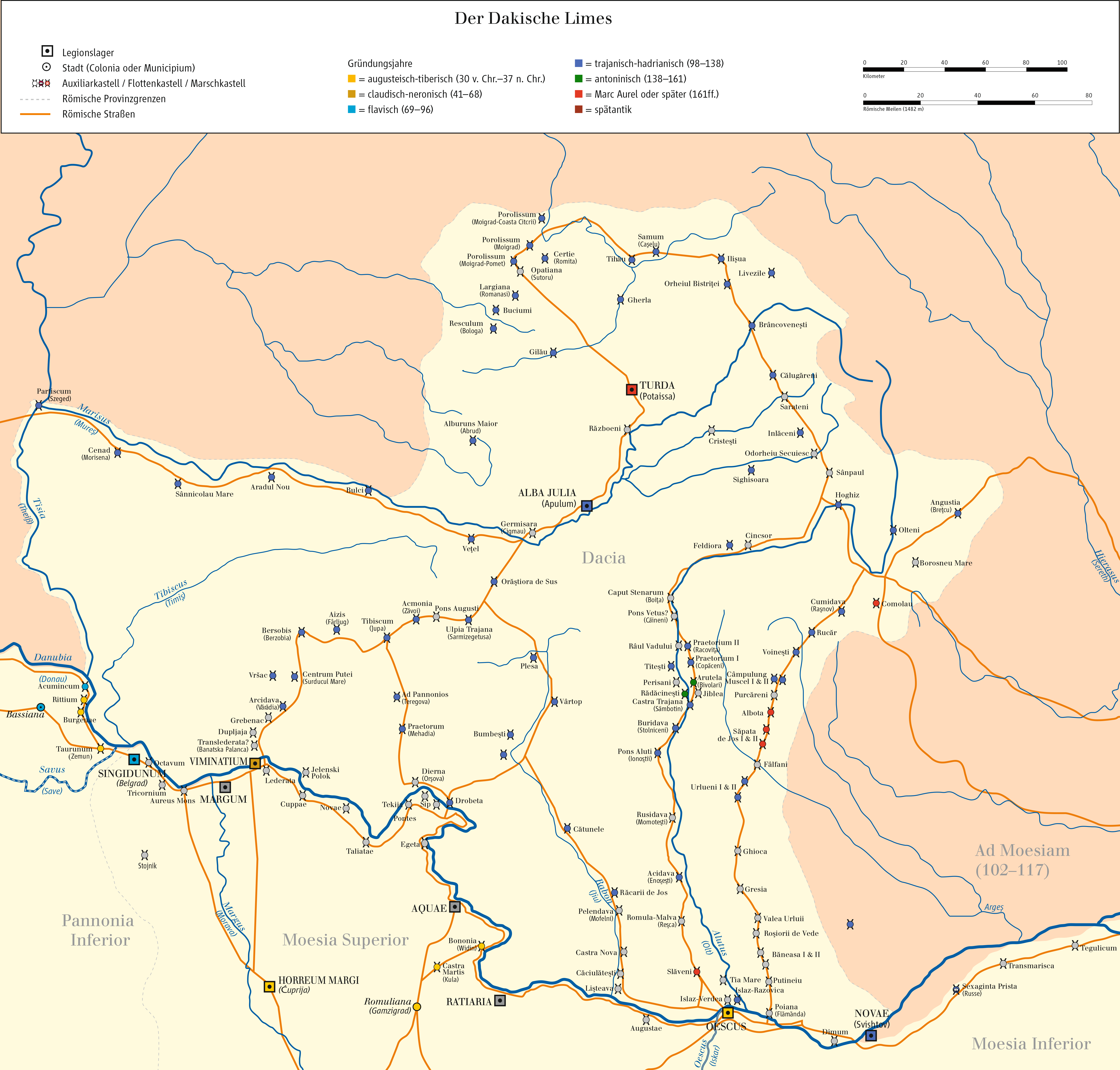
Limites in Dacia. Zum Limes Alutanus siehe Ausschnittsabbildung unten.

Der Limes Alutanus war eine befestigte Grenzlinie des römischen Reichs in der Provinz Dakien, im heutigen Rumänien.

## Lage
Der Limes Alutanus bestand aus einer in Nord-Süd-Richtung auf der linken Seite des Flusses Olt (lateinisch: Alutus) verlaufenden Kette aus, je nach Auffassung, zwischen acht und 18 römischen Kastellen, von denen einige auch auf der Tabula Peutingeriana eingetragen sind. Der Limes Alutanus war zwischenzeitlich die östliche Grenze der römischen Provinz Dacia. Die Kastelle hatten die Aufgabe, außer der parallel des Flusses verlaufenden Straße auch Furten und Verkehrsknotenpunkte zu kontrollieren.
Im Rahmen eines Programmes der Rumänischen Limeskommission (Comisia Națională Limes) wurde 2016 begonnen, auch den Alutanischen Limes neu aufzunehmen und zu kartographieren, um die Limesdokumentation in Rumänien den europäischen Standards anzugleichen, nicht zuletzt im Hinblick auf eine mögliche zukünftige Aufnahme auch dieser Limesabschnitte in das UNESCO-Welterbe.

## Verlauf und Geschichte

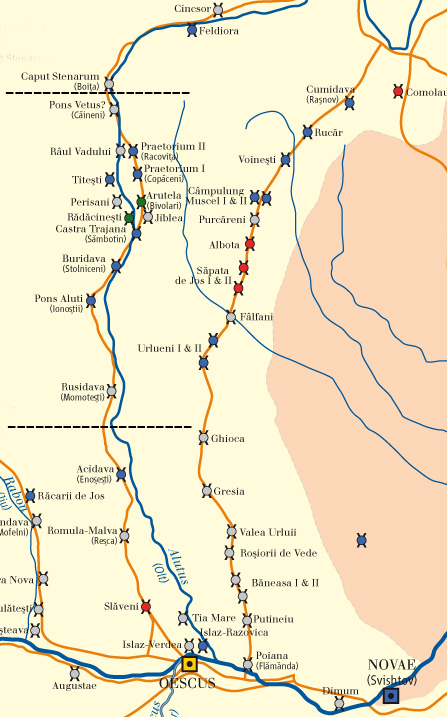
Limes Alutanus (linke Linie, rechts befindet sich der Limes Transalutanus)

Der Limes Alutanus wurde in trajanisch-hadrianischer Zeit (101–138) errichtet und bestand im engeren Sinne aus den acht Kastellen:
- Pons Vetus (?) (Kastell Câineni) (RO220)[3] in Câineni
- Praetorium II (Kastell Racovița) (RO221) in Racovița
- Praetorium I (Kastell Copăceni) (RO222) in Racovița
- Arutela (Kastell Bivolari) (RO225) in Călimănești
- Castra Traiana (Kastell Sânbotin) (RO228) in Sânbotin
- Buridava (Kastell Stolniceni) (RO229) in Stolniceni
- Pons Aluti (Kastell Ioneștii Govorei) (RO230) in Ionești
- Rusidava (Kastell Momotești) (RO231) in Drăgășani

Der Historiker Adrian Bejan zählt in seiner Arbeit Dacia Felix noch die folgenden Kastelle zum Limes Alutanus:
- Kastell Râu Vadului (RO219) in Boița
- Acidava (Kastell Enoșești) (RO232) in Enoşeşti
- Romula (Kastelle von Reșca) (RO233) in Reşca

Margot Klee sieht darüber hinaus auch noch die folgenden, im Süden anschließenden Kastelle im Zusammenhang mit dem Alutanischen Limes:
- Kastell Slăveni (RO234) in Gostavatu
- Kastell Tia Mare (RO235) in Tia Mare
- Kastell Islaz-Racoviță in Islaz, Turnu Măgurele (Großnikopel)
- Kastell Islaz-Verdea (RO236) (Poiana) in Islaz, Turnu Măgurele (Großnikopel)

Ferner liegen noch drei Kastelle am Oberlauf des Olt und können als nordöstliche Verlängerung des Limes Alutanus betrachtet werden:
- Kastell Cincșor (RO215) in Cincșor
- Kastell Feldioara (RO216) in Feldioara
- Caput Stenarum (RO218) in Boița

Frühestens ab der Zeit des Antoninus Pius (138–161) wurde damit begonnen, die Reichsgrenze vom Limes Alutanus auf den weiter östlich gelegenen Limes Transalutanus vorzuverlegen.